# بترية
البترية أو البتريون هو مصطلح شيعي يشير إلى فرقة من فرق الزيديَّة، وقد يستخدم الشيعة الإثني عشرية هذا المصطلح للإشارة لأي شيعي يخلط بين ولاية الأئمة الإثني عشر، وبين ولاية أبي بكر وعمر.
كان بداية ظهور بتريَّة الزيدية في زمن عيسى و محمد الباقر وابنه جعفر بن محمد الصادق، ويروي الشيعة عن أئمتهم كثيراً من الأحاديث في ذم البتريَّة. ومما ورد عنهم، ما رواه الكشّي كذلك: «حدثنا علي بن محمد، قال حدثنا أحمد بن محمد بن عيسى، عن محمد بن إسماعيل بن بزيع، عن محمد بن فضيل، عن أبي عمرو سعد الحلاب، عن أبي عبد الله (عليه السلام) قال: لو أن البترية صف واحد ما بين المشرق إلى المغرب ما أعز الله بهم ديناً».

## أصل التسمية
الشواهد التاريخية على هذه الفرقة؛ هو ما رواه الكشي في كتابه المشهور «رجال الكشي»: «عن سدير قال دخلت على أبي جعفر الباقر (عليه السلام) معي سلمة بن كهيل، وعند أبي جعفر (عليه السلام) أخوه زيد بن علي، فقالوا لأبي جعفر (عليه السلام) نتولى علياً وحسناً وحسيناً ونتبرأ من أعدائهم؟ قال: نعم؛ قالوا نتولى أبا بكر وعمر ونتبرأ من أعدائهم، قال: فالتفت إليهم زيد بن علي، فقال لهم: أتتبرؤون من فاطمة؟ أتتبرأون من فاطمة؟ بترتم أمرنا بتركم الله فيومئذ سموا البترية».(1)
وقيل إيضاُ في سبب التسمية أن الزيدية ‌البترية أصحاب الحسن بن صالح بن حي وأصحاب كثير النواء وإنما سموا بترية لأن كثيراً كان يلقب بالأبتر، يزعمون أن علياً أفضل الناس بعد رسول الله صلى الله عليه وآله وسلم وأولاهم بالإمامة وأن بيعة أبي بكر وعمر ليست بخطأ لأن علياً ترك ذلك لهما ويقفون في عثمان وفي قتلته ولا يقدمون عليه بإكفار. وينكرون رجعة الأموات إلى الدنيا ولا يرون لعلي إمامة إلا حين بويع.

## البترية في الفكر الإثني عشري
اعتاد كثير من الشيعة الإثني عشرية على وسم من يميل نحو التسنن بالثناء على أبي بكر وعمر بالبترية، فيقول الفاضل الدربندي: «فمن كان في قلبه مثقال ذرّة من محبة الجبت والطاغوت، ومع ذلك إدّعى أنه يحب الأئمة المعصومين المظلومين، فهو ليس من ولاية عترة الرسول الأمين في شيء، بل إنه في الحقيقة من الطائفة البترية». ويقول الفقيه الشيعي المعاصر محمد السند: «نجد ظاهرة من النفاق يمثل في البترية وهم من ينهج شعار التولي لآل محمد من دون التبري من أعدائهم، والبترية ظاهرة تلفيقية مزجيَّة مخلَّطة، وهم الذين يخلطون ويرومون إلى الوفاق بين ولاية أهل البيت عليهم السلام مع ولاية الشيخين». ويقول في سبيل الإنكار على المعاصرين من الإثني عشريَّة ممن ينشدون الوحدة العقائديَّة مع الطوائف الأخرى: «إنَّ ظاهرة البتريَّة - التي هي ظاهرة تلفيقيَّة توفيقيَّة مخلطة التقاطاً وانتقاءً - ظاهرة تتكرّر في الأزمنة المختلفة، وهي ذات معالم ومناهج معينة من الخلط بين مدرسة أهل البيت عليهم السلام والمدارس الأخرى (...) وقد تتجلى في العصر الحاضر تحت بعض أطروحات الوحدة الإسلاميَّة والتقريب بين المذاهب. فيُعلم من ذلك أن هناك تيارين: تيار مخلطة في داخل الصف الشيعي يجهدون في حرف أتباع أهل البيت عليهم السلام إلى تولي الشيخين ومزجه بتولي أهل البيت عليهم السلام، بخلاف تيار آخر مصادم لهذا التيار يشدد على الفصل والتمييز بين مدرسة أهل البيت عليهم السلام والمدارس الأخرى».

## اقرأ أيضاً
- بكرية

## هوامش
1 هذه العبارة الأخيرة هي عبارة الكشي.